# Bluswaterriool
Een bluswaterriool is een riool waardoor water stroomt dat geschikt is om branden mee te blussen. Het is een alternatief voor bluswater uit het drinkwaterleidingnet.
Brandkranen aangesloten op het reguliere waterleidingnet voorzien in de primaire behoefte aan bluswater. Een bluswaterriool wordt aangelegd als er behoefte aan extra veel water kan zijn. Het staat, via een stelsel van buizen, in verbinding met oppervlaktewater. Roosters aan de inlaatkant zijn aanwezig om te voorkomen dat vuil, planten en dergelijke in het bluswater terechtkomen. Om het water uit het bluswaterriool daadwerkelijk te kunnen gebruiken zijn op strategische plekken brandputten aangelegd.
Een bluswaterriool dient aan voorwaarden te voldoen die per gemeente kunnen verschillen. 
Het gaat hierbij bijvoorbeeld om de diameter van het riool en om de bereikbaarheid en herkenbaarheid van de brandputten.